# Трийбарду
Трийбарду (фр. Trilbardou) — коммуна во Франции в регионе Иль-де-Франс, департамент Сена и Марна.
Муниципалитет расположен на расстоянии 35 км восточнее Парижа, 50 км севернее Мелена.
Население равняется 517 чел, площадь — 8 км². Соответственно, плотность населения составляет 64,6 чел. / км².

### Демография
| 1962 | 1968 | 1975 | 1982 | 1990 | 1999 |
| ---- | ---- | ---- | ---- | ---- | ---- |
| 353  | 310  | 358  | 367  | 406  | 517  |